# We Insist!
We Insist! est un groupe de rock alternatif français, originaire de Paris.

## Biographie

### Débuts (1995–2000)
We Insist! est formé en 1995 à Paris, et son nom s'inspire de l'album concept We Insist! Freedom Now Suite (1960) de Max Roach,. À ses débuts, We Insist! est une réunion de musiciens aux styles et aux aspirations divers, réunis par le trompettiste François Mellan, dont le but affiché est de jouer et de reprendre les standards de la musique funk.
Pendant trois ans le groupe écumera les bars parisiens, réalisera deux enregistrements puis se séparera un à un de ses cuivres et saxophones pour donner naissance, dès la fin de l'année 1998, à une première mouture qui annonce timidement les orientations musicales futures. Un premier CD cinq titres homonyme voit le jour en 1999. Le premier album, I Witness, anagramme du nom du groupe et auto-produit, est réalisé à la fin de cette même année. Les principales lignes directrices se font poindre : rejet de l'uniformité, goût prononcé pour les cassures, souci constant d'une architecture originale et alternance de riffs lourds et de passages plus tendus, toujours appuyés par un chant à la fois mélodique et sporadique. Radio France empruntera à cette occasion le titre La Valseuse pour en faire le générique de l'émission de France Culture, Peinture fraîche. Le groupe enregistrera d'ailleurs un peu plus tard deux titres à la Maison de la Radio qui serviront eux aussi de génériques.
Dès cet album, la formation restera stable pour quelques années, Étienne Gaillochet (chant/batterie), Julien Divisia (guitare/chœurs), Eric Martin (guitare/chœurs), Julien Allanic (basse), François Wong (saxophones). Il faut noter la présence, sur ce disque, du saxophone soprano et baryton d'Éric Quenot qui quittera le groupe en 2000. Les cinq musiciens commencent à trouver leurs marques et à asseoir leur style : une musique à la fois violente, exigeante et complexe. S'ensuivent plusieurs concerts à Paris et en province et un travail assidu de répétitions et de composition. Le groupe est rejoint bientôt par Cyrille Méchin au saxophone qui restera huit ans à leurs côtés.

### Nouveaux albums (2001–2009)
La rencontre avec Jean-Pierre Vivante, producteur et propriétaire de la salle de concert Le Triton aux Lilas, en Seine-Saint-Denis, est déterminante. We Insist! s'y produit régulièrement et y enregistre ses deux premiers albums réellement produits (label Le Triton). Ainsi voient le jour Inner Pond (2001) et Crude (2004), albums hétéroclites enregistrés et mixés par Martial de Roffignac (d2r2.off). L'artwork est réalisé Martin Verdet ; il réalisera tous leurs visuels. Mais de ces deux enregistrements, c'est bien Crude, qui affirme avec encore plus de véhémence l'indépendance stylistique du groupe et le côté rock « dur » qui oscille quelque part entre l'expérimental, le heavy metal, le post-hardcore, le math rock et la pop. Forts de ces deux disques, le groupe enchaîne les concerts, principalement en France à cette époque.
À partir de 2006, We Insist! joue de plus en plus à l'étranger, d'abord en Hollande, en Belgique et en Suisse, puis en Allemagne. Et c'est tout naturellement que Andreas Kohl, patron du label berlinois Exile on Mainstream, les signe en 2007. Cette collaboration coïncide avec la sortie du nouveau disque Oh Things are So Corruptible! (enregistré par Peter Deimel et mixé par d2r2.off), album plus abouti, plus exubérant et plus mélodique. À partir de cette période les tournées s'enchaînent en France avec, par exemple, le groupe américain 31Knots, puis partout en Europe, partageant les scènes avec des  groupes du label comme Dyse, Bulbul et Beehover ou des pointures internationales comme Unsane, The Ex, ou David Yow.
En 2009 sort le disque The Babel Inside Was Terrible, toujours sur le même label, entièrement réalisé par Peter Deimel (The Kills, Deus, Chokebore). L'album, plus sombre et plus oppressant semble être le signe d'un changement d'époque.

### We Insist!(2010–2015)
Lassés par le poids des années et les tournées, le saxophoniste Cyrille Méchin et le guitariste Julien Divisia quittent le groupe, à un an d'intervalle. We Insist! encaisse le coup et se remet au travail en 2010, cette fois-ci sur un projet tout à fait nouveau : l'écriture, pour un ciné-concert, d'une heure de musique sur le film de Walter Ruttmann Berlin: Die Sinfonie der Großstadt, film documentaire muet de 1927 sur la république de Weimar. La création a lieu à la fin de l'année 2010 puis le groupe comme à son habitude, repart en tournée défendre son projet.
En février 2014 sort le 6e album éponyme du groupe sur le label bordelais Vicious Circle, réalisé et mixé par Frédéric Martin-Bouyer, au studio Nibiru dans les Yvelines. Il confère à la formule trio un son direct, brut et plus agressif.Le groupe, désormais en trio entame, dès la sortie du disque, une tournée d'une centaine de dates qui les conduira jusqu'au Japon à la fin de l'année 2015. À l'issue de cette tournée, Julien Allanic quitte à son tour la formation alors que Julien Divisia, désormais à la basse, réintègre le groupe.

### Wax and Wane(depuis 2016)
L'année 2016 est annoncée comme une période exclusivement consacrée à l'écriture du septième album qui devrait voir le jour en 2017. Le groupe annonce, en février 2017, la sortie de son prochain album Wax and Wane (Vicious Circle)  pour septembre 2017. Cet opus est enregistré au studio Kerwax (Bretagne), et à nouveau mixé par Frédéric Martin-Bouyer au studio Nibiru (Yvelines).

## Discographie
- 1998 : We Insist ! (cinq titres, auto-produit)
- 1999 : I Witness (auto-produit)
- 2001 : Inner Pond (Le Triton)
- 2004 : Crude (Le Triton)
- 2006 : Oh Things are So Corruptible! (Corruptible Records / Exile on Mainstream)
- 2009 : The Babel Inside Was Terrible (Exile on Mainstream)
- 2014 : We Insist! (Vicious Circle)
- 2017 : Wax and Wane (Vicious Circle)